# Riverview, Virginia
Riverview är en ort i Wise County i delstaten Virginia, USA.